# Vreugde
Vreugde of blijdschap is een positieve emotie bij mensen of dieren, een tevredenheid met de omstandigheden of omgeving. Wie blij of gelukkig is, ondervindt geen gebrek of stress, heeft positieve gevoelens over de omgeving of zichzelf en heeft dan ook geen grote behoefte om de omstandigheden te wijzigen. Een bekende uiting van vreugde is lachen, maar soms kan iemand ook huilen van blijdschap. Als de positieve gevoelens langere tijd aanhouden, spreekt men van geluk. Intense, uitgelaten vreugde wordt euforie genoemd.
Veelal ontstaat de emotie als aan een verlangen wordt voldaan, maar het verlangen zelf kan ook al een positief gevoel geven. Het is hierbij wel van belang dat dit verlangen een werkelijk verlangen van een individu is. Vaak verwart iemand een maatschappelijk of collectief ideaal met zijn of haar individueel verlangen. Als bij het verwerkelijken van dit ideaal blijkt dat het niet de voldoening geeft die de persoon verwacht had (bijvoorbeeld: "geld maakt gelukkig"), levert dit negatieve emoties op, zoals teleurstelling of verbittering.
Vreugde komt vaak voor als reactie op een tegengestelde, negatieve emotie. Iemand die bijvoorbeeld gespannen is, is opgelucht of blij als de spanning verdwijnt, terwijl daarvoor de situatie als neutraal werd ervaren. Mensen die genezen zijn van een ernstige ziekte, hebben vaak een positievere kijk op het leven.
De emotie kent vele gradaties, van een gezellige avond met vrienden tot de overdonderende gelukzaligheid van verliefdheid. Wat iemand blij of gelukkig maakt, verschilt van persoon tot persoon, maar vrijwel iedereen heeft positieve gevoelens over seksualiteit. In de biologie wordt nog onderzocht of dit een evolutionaire oorzaak heeft.
Neurologisch speelt de neurotransmitter serotonine en dopamine een grote rol bij het ervaren van blijdschap en welzijn. De gevoelens worden soms nagebootst met drugs als heroïne, die de werking van dopamineblokkers tegengaan. Dit is wat deze middelen zo gevaarlijk aantrekkelijk maakt, vanwege dat het te gemakkelijk is om een goed gevoel te verkrijgen, maar dat het te kort werkzaam is, waardoor er méér van het middel nodig is (verslaving van gevoelens).